# Luis Adaro Ruiz-Falcó
Luis Adaro Ruiz-Falcó (Gijón, 11 de agosto de 1914 - Gijón, 26 de septiembre de 2006), fue un ingeniero y empresario español.

## Biografía

### Nacimiento e infancia
Luis Adaro Ruiz-Falcó nació el 11 de agosto de 1914 en Gijón (Principado de Asturias). Era el primogénito del matrimonio de María Ruiz-Falcó y Luis Adaro Porcel. Fue inscrito en el registro como Luis Napoleón Adaro y Ruiz, nombre compuesto por el tradicional «Luis» de la familia y «Napoleón» de su abuelo materno. Desde Madrid llegaron las felicitaciones de su abuelo Luis Adaro y Magro, que ya esperaba con cierta impaciencia conocer a su único nieto asturiano. 
Fue bautizado en la Iglesia de San Lorenzo. Posteriormente nacieron sus hermanas: Ana María y Carmen, que vivieron durante su juventud en Gijón hasta que se casaron y se trasladaron a Madrid; posteriormente regresaron a Asturias para pasar los veranos.

### Formación
Su padre quiso que cursara sus estudios de bachillerato en el Instituto Jovellanos donde estudió entre 1929 y 1931. Posteriormente se desplazó a Madrid en 1931 para preparar el ingreso en la Escuela de Ingenieros. Sus estudios en la Escuela de Minas se interrumpieron en su segundo año por la Guerra Civil Española. Tras el final de la contienda regresó a la Escuela de Minas donde realizó tres cursos en dos años y finalizó en 1941. Obtuvo el premio Gullón, por la memorias presentadas sobre el «Compendio Siderúrgico de Asturias», por el que obtuvo la máxima calificación (20 puntos), y mil pesetas.

### Vida personal
El 15 de abril de 1942 contrajo matrimonio en Madrid con María Covadonga de Jove Ramírez Cienfuegos, gijonesa como él, a la que había conocido en Madrid durante sus años universitarios. Luis Adaro se emparentó con una de las familias más antiguas de Gijón. Su suegro, Matías de Jove y Cienfuegos-Jovellanos, era descendiente colateral de Gaspar Melchor de Jovellanos. Del matrimonio Adaro-Jove nacieron cuatro hijos: Luis (1943), Fernando (1944), Covadonga (1947) y Gonzalo (1951).
En 1958 murió su mujer, tras ocho años padeciendo un lupus eritematoso cutáneo. Para tratar de encontrar algún remedio, la vieron un buen número de médicos, entre ellos los doctores Marañón y Jiménez Díaz, pero se trataba de una enfermedad mortal y era poco frecuente. Tras su muerte no se planteó volver a casarse para rehacer su vida.
A finales de la década de los cincuenta, solicitó su admisión en el Opus Dei como miembro supernumerario. En los años sesenta colaboró en la puesta en marcha de los colegios Los Robles y Valmayor, labores apostólicas del Opus Dei. Y participó muy activamente en la puesta en marcha de la finca de José Antonio García Sol, en Granda, con el nombre de Solavieya, como centro de formación espiritual, por el que pasaron varios miles de personas desde su adquisición en 1963. En los años ochenta colaboró, igualmente con su esfuerzo en un proyecto similar: una finca llamada El Llendón de la Peña, en el concejo de Villaviciosa, dedicada a los mismos fines.

### Actividad profesional y las lámparas de seguridad eléctricas
Tras la muerte de su padre, Luis Adaro Pórcel, en 1948 a los 65 años, Adaro Ruiz-Falcó se hizo cargo de la empresa familiar. La empresa familiar contaba únicamente con dos maestros de taller que eran los responsables de la producción. Ante los retos que tenía por delante decidió rodearse de un equipo de técnicos competentes. Incorporó ingenieros superiores e ingenieros técnicos para crear su equipo. Viajó por Francia, Inglaterra y Alemania. Allí descubrió una nueva tecnología empleada en las minas: las lámparas de seguridad eléctricas de casco, desconocidas en España, donde se utilizaban la lámpara de gasolina.
En Wigan, en plena cuenca minera del noroeste de Inglaterra, contactó con la empresa Ceag Limited, que fabricaba lámparas eléctricas de casco. Firmó un contrato de licencia para producirla en España. Los ingleses aportaron tecnología y en «Adaro» se hizo la primera lámpara de casco de España. En los 15 años siguientes, se fabricaron unas 350.000 unidades, que se vendieron en España y en varios países de Sudamérica.
En 1964 la empresa de Adaro Ruiz-Falcó se lanzó a un novedoso modelo de lámparas, con la fabricación de reductores de velocidad y equipos transmisores de potencia, que mediante una monitorización introducida en las máquinas, cambiaban de revoluciones, ofreciendo soluciones eficaces para su funcionamiento.

### Promoción social
Concluida la Guerra Civil Española, el 12 de octubre de 1939 tomó la decisión de cambiar su vida de forma radical cuando estaba en la Iglesia de las Calatravas. Tras su regreso definitivo a Gijón se vinculó a la Acción Católica de la que fue presidente comarcal durante muchos años. En 1950 creó una biblioteca con 400 libros para dicha asociación.
También colaboró, dentro de las Conferencias de san Vicente de Paul, con el dispensario de la Milagrosa, y con el dispensario de la Sagrada Familia, que estaban entre la Iglesia de San José y la calle Magnus Blikstad, que era donde se encontraba su empresa. Aquel dispensario lo había creado su párroco Segundo García de Sierra, que llegó a ser obispo auxiliar de Oviedo y arzobispo de Burgos. Aquellos dispensarios estaban dotados de algunos de los medios modernos que existían entonces para la atención de los pacientes, rayos X, lámparas de cuarzo, etc. Varios médicos de Gijón dedicaban algunas horas a atender gratuitamente a las personas que acudían a los dispensarios, donde estaban atendidos permanentemente por monjas de la Caridad.
En el verano de 1943 se confeccionó un proyecto para la construcción de ciento sesenta casas con huerto cerrado y jardín en unos terrenos donados situados en la Carretera Carbonera, antes de llegar a Roces, en las que participó activamente Luis Adaro a través de una constructora benéfica. En Roces se construyeron viviendas para indigentes y se creó el barrio de Nuestra Señora de Covadonga.
La Cocina Económica fue otra de las instituciones gijonesas a las que dedicó más tiempo y desvelos porque sabía que de su eficacia y buen funcionamiento dependía el sustento diario de muchas personas. En aquella época la «Cocina Económica» estaba situada en la Plaza del Humedal. A instancias de Luis Adaro, en abril de 1963, el Ayuntamiento de Gijón acordó permutar el edificio de la Plaza de los Mártires por un solar situado en la calle Mieres. Allí se construyó el edificio que ocupa en la actualidad, mejorado con sucesivas ampliaciones, para centro de primera acogida, adictos al alcohol y a las drogas, con desarraigo familiar, a quienes se incorporó a un taller de encuadernación para alejarles de sus adicciones. Luis abandonó la presidencia de esta institución en 1994 y le sustituyó Pedro González Fuertes. Unas semanas más tarde, se nombró a Luis Adaro presidente de honor, en reconocimiento a su extraordinaria labor en favor de los necesitados.
En 1951 planteó a sus compañeros de la «Junta directiva de la Acción Católica» la perentoria necesidad de ayudar a varios conventos de clausura en algunos de los cuales las monjas padecían situaciones de urgente necesidad, cuando no de hambre extrema, casi agónica. El 15 de agosto de ese año, con la autorización del arzobispo Francisco Javier Lauzurica y Torralba se realizó una colecta en las cuatro parroquias gijonesas y de los jesuitas de la Basílica del Sagrado Corazón, consiguiendo más de once mil trescientas pesetas que fueron repartidas en diversos conventos de clausura de Gijón, Segovia, Hellín, Berlanga de Duero, Nájera, Cuenca, Sanlúcar, Villafranca del Bierzo y Olmedo. En 1952 se decidió realizar dos colectas que recaudaron más de 1193 50 pesetas con lo que se pudo ayudar a más conventos. Al final del siglo XX, esta colecta que desde entonces se hacía anualmente, alcanzaba los dos millones de pesetas.
Luis Adaro, con la autorización del arzobispo de Asturias, monseñor Lauzurica y Torralba, organizó una peregrinación de la Virgen de Covadonga para que visitara toda Asturias, con el fin de que todos los asturianos que quisieran, manifestaran a la Santina su afecto y devoción. Este viaje por Asturias de la Santina se realizó entre el 8 de mayo y el 8 de julio de 1951.

## Actuaciones concretas desde la Cámara de Comercio de Gijón para impulsar el desarrollo de Asturias

### Feria de Muestras de Asturias
En 1963 Rogelio Martínez y José López de Haro cesaron como presidente y vicepresidente de la Cámara Oficial de Comercio, Industria y Navegación de Gijón. Adaro Ruiz-Falcó se hizo cargo de la presidencia de la Cámara durante dieciséis años. fue entonces cuando pensó en retomar el proyecto de la Feria Internacional de Muestras de Asturias.

### Aeropuerto de Asturias
En varias ocasiones, durante los primeros viajes internacionales realizados por Adaro Ruiz-Falcó cuando la presidía la Cámara Oficial de Comercio, Industria y Navegación de Gijón sus colegas extranjeros le preguntaron por la distancia a la que tenía el aeropuerto más cercano para sus desplazamientos. El aeropuerto más cercano se encontraba por aquel entonces a 475 km, por lo que resultaba patente que cualquier persona que pretendiera viajar a Asturias o desde Asturias con cierta agilidad y urgencia tenía muy lejos el aeropuerto.
Por ello Luis Adaro presentó ante la Cámara de Comercio la idea de hacer un aeropuerto en Asturias. La excesiva lejanía de Asturias del aeropuerto más próximo reflejaba bien a las claras la necesidad de desarrollar una serie de infraestructuras cuya realización resultaba inaplazable para el desarrollo de la región.
Para llevar a cabo este proyecto Adaro Ruiz-Falcó contó con la ayuda de los presidentes de las cámaras de Oviedo y Avilés y del presidente de la Diputación de Oviedo, José López-Muñiz, que consiguieron finalmente que el general Lacalle Larraga incluyera en el Plan de Desarrollo, la construcción del Aeropuerto de Asturias.

### Bankunión y la Autopista del Huerna
Luis Adaro participó en la creación de la Unión Industrial Bancaria - Bankunión, un banco industrial, de negocios y desarrollo promovido por un grupo de empresarios madrileños, catalanes, vascos y asturianos. El grupo asturiano de promotores lo formaban el propio Luis Adaro y Ángel Viejo Feliú. Ellos se encargaron de captar accionistas para crear el consejo de la entidad regional con sede en Gijón. Adaro fue su presidente para el área noroeste. 
El consejo asturiano de Bankunión, que tenía una capacidad de decisión importante para resolver créditos de hasta cien millones de pesetas, estaba formado por: Luis Adaro Ruiz-Falcó, Ángel Vallejo Feliu, Claudio Junquera, José Cosmen, el constructor Fernando Martín, Arturo Suárez, Bernardo Fombona, Andrés Ruiz de Velasco, Javier Loring Guilhou, Rufino Martínez Moutón, Luis Botas Rezola y José Martínez Canteli.
Las primeras actuaciones que realizaron fue la promoción de polígonos industriales. Concretamente en el área de Gijón se realizaron Tremañes y Tremañes 2, este de mayores dimensiones  —trescientos mil metros cuadrados;— y posteriormente en el área comprendida entre Oviedo y Llanera, el polígono de Asipo.
La construcción de la sociedad promotora de la autopista de peaje por el valle del Huerna fue otra de las actuaciones importantes en las que participó Bankunión de la mano de Adaro Ruiz-Falcó. La escritura de constitución de la sociedad fue otorgada el 21 de agosto de 1964, en la sede de la Diputación Provincial de Oviedo y la firmaron por José López-Muñiz, presidente de la Diputación ovetense; Ignacio Bertrand, alcalde de Gijón; Luis Adaro, en representación de Bankunión; Pedro Masaveu, de la Banca Masaveu; el marqués de la Vega de Anzo, por el Banco Herrero, Eladio Llaneza; José Álvarez de Toledo, y Prudencio Fernández Pello. El capital inicial era de dos millones de pesetas. Era el comienzo de la Autopista del Huerna.
Bankunión también cultivó una vertiente humanista, publicando cuatro libros de tema asturiano, como El libro de los Hórreos, de Alfonso Iglesias; Los bolos en España, de Álvaro Fernández de Gamboa, La manzana y la sidra en Asturias, de Sergio Álvarez-Requejo Morán; y El Monasterio de San Claudio, de Antonio Viñayo, este último de tema leonés.
Bankunión se extendió por todo el Noroeste (Galicia, Santander y León). Durante la crisis industrial de los años ochenta, que acabó con todos los bancos industriales, fue adquirido por el Banco Hispano Americano.

### Otras actuaciones
Adaro Ruiz-Falcó sostenía que Asturias sería capaz de aguantar la recensión que la acosaba gracias a su potencia económica. Pero para ello era necesario concluir una serie de proyectos que veía a todas luces necesarios y urgentes para avanzar en la transformación de la región. Dichos proyectos eran: terminar las obras de la «autopista Y» (entre Oviedo, Gijón y Avilés); «realizar la circunvalación de Oviedo» —que tardó casi 20 años en concluirse;— acondicionar como autopista la «carretera a Avilés desde el aeropuerto»; construir una nueva pista, en sentido transversal, para el aeropuerto; crear una red de helipuertos; la preparación de suelo industrial para convertir a Asturias en un polo de desarrollo —zonas de preferente instalación de empresas industriales;— incorporar una industria transformadora fuerte que se uniera a la industria petroquimica; y, finalmente, desarrollar un gran puerto en Gijón.
Otros proyectos ideados por Luis Adaro fueron: la creación de una escuela de arquitectura de grado medio, anexa a la Universidad Laboral, con la pretensión de que más adelante pudiera transformarse en escuela superior; la creación de una refinería de petróleo en el puerto de Gijón; la instalación de un teleférico en Covadonga; y de un parque de atracciones en la margen derecha del río Piles
Pensaba en que había que recoger, de alguna forma, la historia de las ciudades que aparecen publicadas a diario en los periódicos locales, par lo cual Adaro Ruiz-Falcó ideó la creación de la «Hemeroteca Provincial de Asturias». Fue inaugurada el 6 de diciembre de 1972, si bien su creación se había producido tres años antes y quedó instalada en los bajos de la cámara de comercio de Gijón, en la calle Instituto. Entre las publicaciones que albergaba, Luis Adaro consiguió dos de especial interés: El Mercurio, del siglo XVIII, y El Semanario Erudito. El director de la Hemeroteca, Patricio Adúriz, estudioso, ordenado y gran conocedor de la materia, fue el complemento perfecto para Luis Adaro. Posteriormente los fondos bibliográficos fueron cedidos al ayuntamiento gijonés.

## Labor investigadora
Luis Adaro Ruiz-Falcó heredó de su abuelo Adaro y Magro, la afición literaria industrial que le llevó a dedicar muchas horas a investigar en diversas bibliotecas y archivos la historia del carbón y del puerto gijonés.
Adaro Ruiz-Falcó fue destigo de excepción de las obras realizadas en el Puerto de Gijón, donde estuvo 15 años de vicepresidente y 3 de presidente, incluyendo la construcción del dique norte, que se tardó 36 años en construir. Quizás por ello, desde mediados de los años sesenta comenzó a investigar la historia, vicisitudes, transformaciones, éxitos y crisis del puerto gijonés. Fruto de todo ello fueron los cuatro tomos de su monumental obra "El Puerto de Gijón y otros puertos asturianos", un trabajo de 3.800 páginas, que supone una aportación fundamental al conocimiento de la historia del Musel, y a su evolución que incidió en la de Gijón.
Durante la investigación Luis Adaro reunió una inmensa masa documental de unos quince mil folios, y descubrió los planos de la Fábrica de armas de Trubia, construido por Fernando Casado de Torres e Irala (1754-1829), en el Archivo General de Simancas; y una acuarela realizada in situ, del primer horno construido por Casado de Torres al lado del río Nalón, hace unos doscientos años, y que había sido descrito por Jovellanos. Este último lo encontró en el Departamento marítimo de Ferrol.
Una de sus obras de mayor envergadura, sus "Documentos Inéditos de Jovellanos Relativos al Real Instituto de Asturias", fue presentado en 1988, y en él su autor ofrece 73 documentos inéditos sobre la fundación del primer centro de enseñanza técnica que abrió sus puertas en España. Los documentos fueron hallados en el Museo-Archivo de Bazán, en el Viso del Marqués, provincia de Ciudad Real. Están fechados entre 1793 y 1848.
Sus "Datos y documentos para una historia minera e industrial de Asturias", publicado en 1982, con sus cerca de mil páginas, constituye una enciclopedia histórica sobre el nacimiento de la minería carbonera en Asturias, desde las técnicas en uso para la extracción, manipulación y transporte del carbón de piedra, hasta una serie de aspectos jurídicos, económicos y sociales que fueron creados por él.
Fruto de su labor investigadora fue la creación de la Asociación Biblioteca antigua asturiana, cuyo objeto era localizar y reeditar todos cuantos impresos y fuentes de información guarden relación con Asturias, su tierra, sus hombres y su espíritu. La Junta de la Asociación, presidida por él, estaba compuesta por: Jesús Evaristo Casariego, vicepresidente; Evaristo Arce Piniella, secretario; Elviro Martínez, vicesecretario; José Antonio Hidalgo, tesorero; y como vocales: Magín Berenguer, padre José María Patac, Luciano Castañón, Patricio Adúriz, y José Luis Pérez de Castro. 
Participó en Monumenta Histórica Asturiensia, junto con Elviro Martínez y el Padre Patac. Se ocupaba de la recopilación y publicación de textos y manuscritos sobre la historia asturiana. Publicaron más de 30 títulos y él mismo preparó la "Historia de Gijón", de Gregorio Menéndez Valdés.

## La empresa Adaro y la crisis de los años setenta
La alianza con la empresa inglesa «Ceag Limited» llegó hasta la crisis de la década de los setenta que desencadenó un problema social grave. La dirección de la empresa ofreció una indemnización a los empleados que se quisieron acoger a ella pero el comité de empresa y los sindicatos no permitían que se redujera la plantilla, que por entonces era de 250 empleados. 
En España se vivía un tiempo difícil y lleno de incertidumbre, en plena Transición. En Gijón coincidieron tres empresas en plena reducción de plantilla: Crady, Bohemia Española y Adaro. Los sindicatos advirtieron de la llegada inminente de un problema social grave y no aceptaron los planes que, a juicio de la dirección, podían permitir la supervivencia. La situación se complicó mucho con huelgas. Ceag Limited procedió a la suspensión de pagos, que Adaro tuvo que aceptar al estar en minoría. Se llegó a una situación de guerra abierta contra el sentido empresarial de la familia que se planteó tomar una decisión drástica, que no les interesaba: marcharse de la empresa. Esto ponía en evidencia a las autoridades que mostraban su falta de imaginación para afrontar la situación. Mientras tanto se produjeron destrozos importantes en la maquinaria de la empresa, quema de moldes de fundición, etc.
En tres años, desaparecieron 200 empleos en Adaro, 600 en Crandy, 200 en Bohemia Española, 100 en Gijón Fabril, 400 en Confecciones Ike. Todos ellos con el mismo patrón de intransigencia sindical al negarse a aceptar las reducciones de empleo para hacer posible la supervivencia de cada una de las empresas. Y en ese contexto, llegaron los políticos promoviendo las sociedades anónimas laborables.
La familia Adaro engtregó la empresa por una peseta a la Sociedad Anónima Laboral, que había sido creada por Calvo Ortega, Ministro de Trabajo, junto con los sindicatos. Los trabajadores se quedaron con la empresa, si bien la familia Adaro desgajó «Suministros Adaro», que había nacido antes del resto de la empresa, y se trasladaron a la calle Marqués de San Esteban, donde hubo manifestaciones diarias durante varios días.
El 7 de abril de 1980 los 177 trabajadores de la empresa Renold-Adaro iniciaron una huelga legal y propusieron la nacionalización de la empresa ya que la mayor parte del capital era de una multinacional inglesa que no estaba dispuesta a invertir, ya que ponía como condición la reducción de la plantilla en un cincuenta por ciento, por lo que sólo el Instituto Nacional de Industria sería capaz de salvarla en condiciones de rentabilidad.
Mientras tanto, algunos trabajadores de la empresa plantearon el acoso directo a Luis Adaro como medio concreto de presión. Hubo concentraciones delante de su domicilio particular y en las dependencias de la Junta de Obras del Puerto. Tras un comunicado del Consejo regional, a través de la Consejería de Industria y Energía del Principado de Asturias, la empresa se convirtió en una sociedad anónima laboral. Tras diversas vicisitudes, a mediados de los años noventa salieron a subasta las instalaciones por impago del crédito concedido por la Caja de Ahorros de Asturias. La Consejería de Industria actuó como broker para la venta de Adaro Transmisiones S.A.L. por 553 781 30 pesetas en segunda licitación y fueron adjudicados los bienes a los trabajadores.

## El Foro Jovellanos
El 6 de agosto de 1995 nació la «Asociación Foro Jovellanos» que posteriormente se transformó para constituir la Fundación Foro Jovellanos. Los antecedentes del Foro hay que situarlos en 1994, cuando un grupo de admiradores de Jovellanos, que celebraban el segundo centenario de la creación del Real Instituto de Náutica y Mineralogía, expresaron el deseo de perpetuar la memoria de Jovellanos cuyo pensamiento y obras lo habían convertido en un personaje inmortal. Para llevar a cabo su deseo contaron con la ayuda del Ayuntamiento de Gijón.
El papel de Luis Adaro durante los primeros pasos del «Foro Jovellanos» fue importante. Él quería convertirlo en una gran agrupación, un espacio de debate sobre todos los problemas que afectaban a Asturias y los asturianos y donde se pudieran encontrar soluciones para resolverlos. Para él Jovellanos había diseñado magistralmente las grandes carencias de Asturias, que tenían su origen en la falta de comunicaciones de la región.
En 2003 culminó la investigación sobre Jovellanos con la publicación de Jovellanos y la minería en Asturias, editado por la Fundación Foro Jovellanos y financiado por la Unión Española de Explosivos. Con motivo de la presentación del libro, la Fundación Foro Jovellanos le rindió un homenaje el 28 de abril de 2003 en la colegiata de san Juan Bautista. Intervinieron en el acto José Fernando Sánchez-Junco, presidente de la Unión Española de Explosivos y prologuista del libro; Jesús Menéndez, presidente del Foro; Paz Fernández Felgueroso, alcaldesa de Gijón; Jesús Urrutia, consejero de Industria del Principado de Asturias; y Guillermo Quirós, presidente de la Cámara de Comercio de Gijón.

## El Museo de la Minería de Asturias
El carbón fue el objeto de su investigación y de numerosas intervenciones públicas y privadas realizadas por Adaro Ruiz-Falcó a lo largo de toda su vida. Según decía, el carbón era el residuo de una historia económica y social que transformó Asturias y la hizo pasar de la paz bucólica a la Revolución Industrial. Alguien pensó en levantar un monumento para recordar a las nuevas generaciones cual había sido el la causa de 150 años de prosperidad conseguida con el dolor y esfuerzo de decenas de trabajadores que perdieron la vida, o la gastaron allí, y la de decenas de empresarios que arriesgaron su trabajo, al margen de especuladores y arribistas. Aquel monumento tenía que ser un museo en el que se conservarán útiles, máquinas, documentos y objetos que mantuvieran el recuerdo de la mina.
El germen del primer paso partió de una propuesta del Sindicato Minero de la UGT, que incorporó a su programa electoral, en 1987, el candidato socialista a la presidencia del Principado Pedro de Silva. Tras su elección como presidente del Principado encargó a Paz Fernández Felgueroso, por aquel entonces consejera de Industria, la realización del museo. De esta manera se fraguó el Museo de la Minería de Asturias. Luis Adaro fue nombrado asesor científico y técnico del museo en 1993. Constituyó un depósito de mil volúmenes en la biblioteca del museo procedentes de su propia biblioteca histórico-técnica y consiguió con tesón completar la instalación del museo con una máquina de Watt.
Al cumplir un año de historia del museo, le dedicó a Luis Adaro un emotivo homenaje. Asistieron: Antonio Trevín, Presidente del Principado; Paz Fernández Felgueroso, secretaria de Estado de Asuntos Penitenciarios y presidenta de la Fundación de Tecnología y Cultura del Museo de la Minería; Julián Bonet Pérez, Consejero de Industria; Graciano Torre, alcalde de san Martín del Rey Aurelio, y el director-gerente del museo, Santiago Romero.
Tres años después de su inauguración, el museo alcanzó las trescientas mil visitas.

## Fallecimiento
En su última visita a la «Feria de Muestras», durante el verano de 2006, se sintió indispuesto aunque aguantó todo el acto de inauguración. Durante el mes de septiembre su salud se fue debilitando y en la tarde del 26 de septiembre de 2006 falleció en su domicilio gijonés mientras dormía.
Representantes de toda la sociedad asturiana expresaron su afecto en su multitudinario funeral en la Iglesia de San Pedro.

## Premios y reconocimientos
- Premio al mejor proyecto de fin de carrera (Escuela Técnica Superior de Ingenieros de Minas. Universidad Politécnica de Madrid, 1941)
- Encomienda de número de la Orden del Mérito Civil (1967)
- Medalla de Plata al Mérito Profesional (Colegio Oficial de Agentes Comerciales de Gijón, 1967)
- Insignia de Oro y Brillantes (Centro Asturiano de La Habana de Gijón, 1967)
- Sardina de Oro (Asociación Sabugo, Avilés, 1977)
- Presidente de Honor (Colegio de Agentes Comerciales de Gijón, 1978)
- Manzana de Oro (Centro Asturiano de Madrid, 1978)
- Medalla de Oro (Consejo Superior de Cámaras de Comercio de España, 1979)
- Insignia de Oro (Asociación de Industriales de la provincia de Oviedo - Asipo, 1981)
- Asturiano del año (Periódico La Nueva España, 1981)
- Hórreo de Oro (Cámara Oficial de Comercio, Industria y Navegación de Gijón, 1981)
- Académico de número de la Real Academia de Doctores de España (1988)
- Premio Aula de Paz (Escuela asociada a la UNESCO del Ayuntamiento de Mieres, 1988)
- Miembro correspondiente (Comisión Internacional de Historia de Ciencias Geológicas, 1989)
- Socio de Honor (Casino-Centro Recreativo de Trubia, 1989)
- Minero del año (Feria de la Minería de Mieres, 1990)
- Socio de Honor (Sociedad Cultural La Carbonera, Langreo, 1991)
- Académico correspondiente de la (Real Academia de Ciencias Exactas, Físicas y Naturales, 1992)
- Miembro de Honor del (Colegio Oficial de Ingenieros de Minas del Noroeste de España, 1993)
- Asesor histórico, técnico y científico del (Museo de la Minería y la Industria (MUMI) de El Entrego, 1993)
- Premio Asturias de la (Consejo de Gobierno del Principado de Asturias|Consejería de Cultura del Principado de Asturias, 1994)
- Medalla de Plata al Mérito Doctoral de la (Real Academia de Doctores de España, 1994)
- Presidente de Honor de la (Asociación Gijonesa de Caridad, 1995)
- Socio de Mérito de la (Asociación de Amigos de las Hemerotecas (Madrid), 1996)
- Gran Cruz de la Orden del Mérito Civil (Ministerio de Asuntos Exteriores (España), 1997)[3]
- Calle dedicada por el (Ayuntamiento de Gijón, 1998)[4]
- Patrono de Honor de la (Fundación Foro Jovellanos del Principado de Asturias, 1999)
- Madreña de Oro del (Centro Asturiano de Sevilla, 1999)
- Medalla de Oro del (Montepío y Mutualidad de la Minería Asturiana, 2003)
- Premio de la (Casa la Conda-Valle del Nalón, 2003)
- Hijo Predilecto de Gijón (Ayuntamiento de Gijón, 2004)
- Premio a la mejor trayectoria empresarial y profesional de la (Asociación de Jóvenes Empresarios del Principado de Asturias, 2004)
- Placa de Socio Fundador del (Ateneo Jovellanos de Gijón, 2004)
- Miembro de Honor del (Instituto de Ingeniería de España, Madrid, 2005)
- Insignia de Oro y Brillantes de (Asturmanager, 2005)
- Asturiano del mes de abril de (La Nueva España, 2006)
- Medalla de Oro de la (Feria de Muestras de Asturias, 2006)
- Socio de Honor de la (Sociedad Española para la Defensa del Patrimonio Geológico y Minero. Puertollano, Ciudad Real), 2006)